# Marc Delmasure
Marc Delmasure est un tireur sportif français.

## Biographie
Marc a trois enfants Marie, Tristan et Juliette.

## Palmarès
Marc Delmasure a remporté les épreuves Colt et Boutet et fait une septième place à l'épreuve Kuchenreuter Original aux championnats du monde MLAIC 1998 à Warwick.
En 2023, l'équipe Adams, dont il fait partie, remporte la coupe d'Europe d'Armes Ancienne pour l'épreuve du Colt.